# Huntington (Virginie-Occidentale)
Pour les articles homonymes, voir Huntington.
Huntington est une ville de l'État de Virginie-Occidentale située sur les rives de la rivière Ohio, aux États-Unis. Elle s’étend sur le comté de Cabell, dont elle est le siège, mais le quartier de Westmoreland déborde dans le comté de Wayne. Sa population s’élevait à 49 138 habitants lors du recensement de 2010, estimée à 46 048 habitants en 2018. C’est la deuxième ville de Virginie-Occidentale après Charleston, la capitale de l’État.

## Histoire
Il existait depuis 1775 un village du nom de Guyandotte (aujourd’hui un quartier de Huntington). Huntington a été fondée en 1870 par Collis Potter Huntington, qui désirait construire un arrêt sur le trajet de la ligne de chemin de fer Chesapeake and Ohio Railway. La ligne s’étendait alors de Richmond à la rivière Ohio. Elle allait s’étendre vers l’est en direction de Newport News et vers l’ouest jusqu’à rejoindre Cincinnati puis Chicago. Huntington a été incorporée en 1871. Elle doit son développement au chemin de fer et aux mines de charbon de la région. Elle a toutefois été éprouvée par la désindustrialisation des années 1970. Elle comptait 86 353 habitants en 1950. Cependant, Huntington reste un important centre commercial, bancaire et médical.

### Accident du vol Southern Airways 932
Le 14 novembre 1970, 70 membres de l’équipe de football de l’université Marshall et cinq membres de l’équipage, joueurs, entraîneurs et supporters, ont disparu dans un crash aérien (vol Southern Airways 932). L’avion, un DC-9, s’est écrasé à Ceredo. Chaque année, une commémoration en l’honneur des victimes rassemble des étudiants et des pompiers venus déposer des guirlandes près de la fontaine de l’université.
Le film We Are Marshall, réalisé par McG et sorti en 2006, est inspiré de cette tragédie.

## Transports

### Transport fluvial
Huntington détient le plus grand port fluvial du pays. Cela est dû au transport du charbon et au fait que la raffinerie de Catlettsburg, Kentucky, charge sa production sur des barges.

### Transport aérien
L’aéroport Tri-State, aéroport public situé au sud de Huntington, dessert également Ashland (Kentucky) et Ironton (Ohio) (code AITA : HTS).

## Presse
Le quotidien local est The Herald-Dispatch, qui tire à 29 000 exemplaires.

## Sport
L’équipe de football locale sont :
- - les Huntington Heroes.
  - Huntington Hammer (Ultimate Indoor Football League)
- Huntington Blizzard (1993–2000) devenu Texas Wildcatters
- River Cities LocoMotives
- Big Sandy Superstore Arena

## Autres
- Université Marshall, incluant l'École de médecine Joan C. Edwards.
- Huntington Museum of Art
- Keith-Albee Theatre

## Galerie photographique

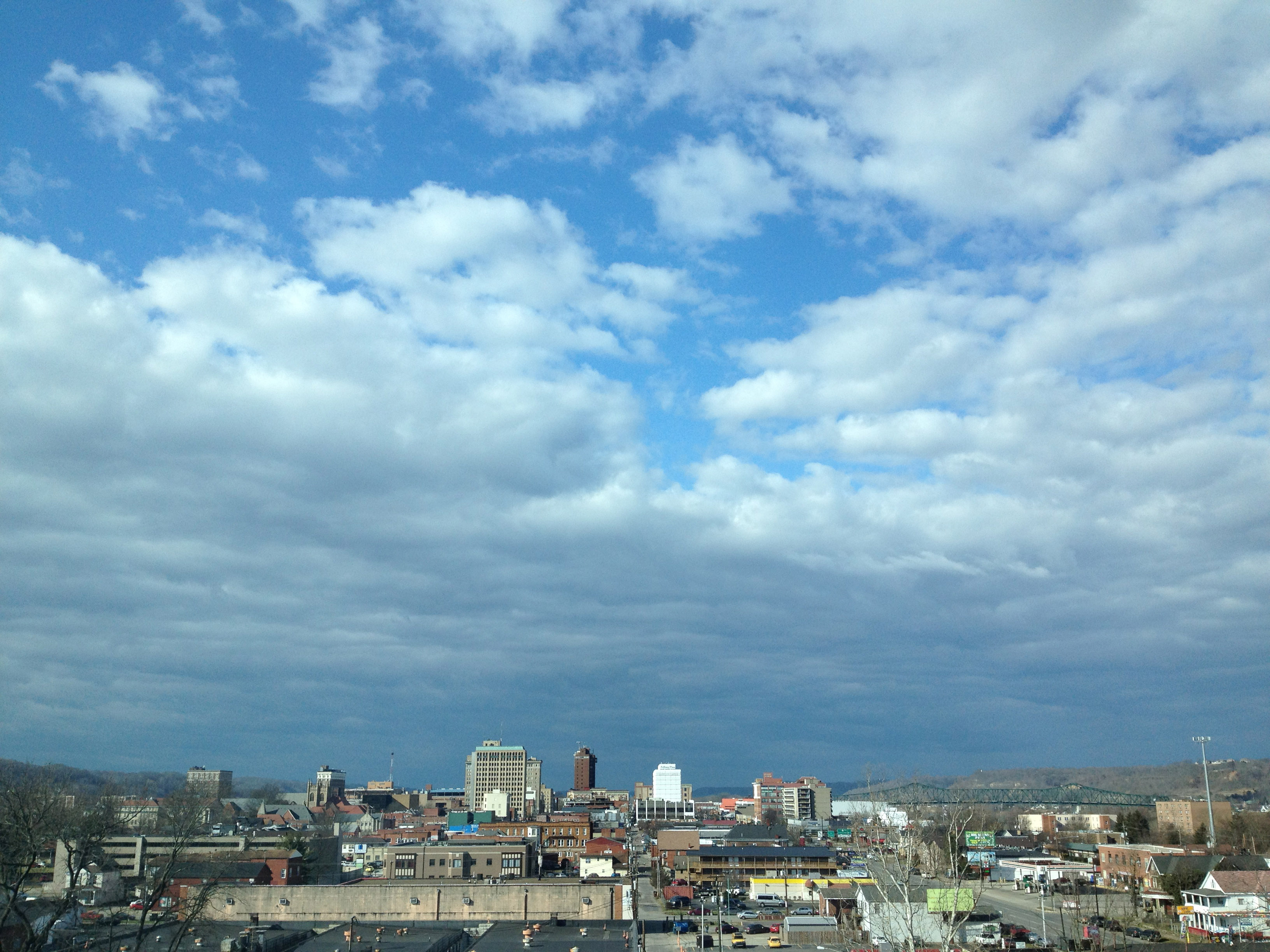
Le centre-ville vu depuis l’université Marshall
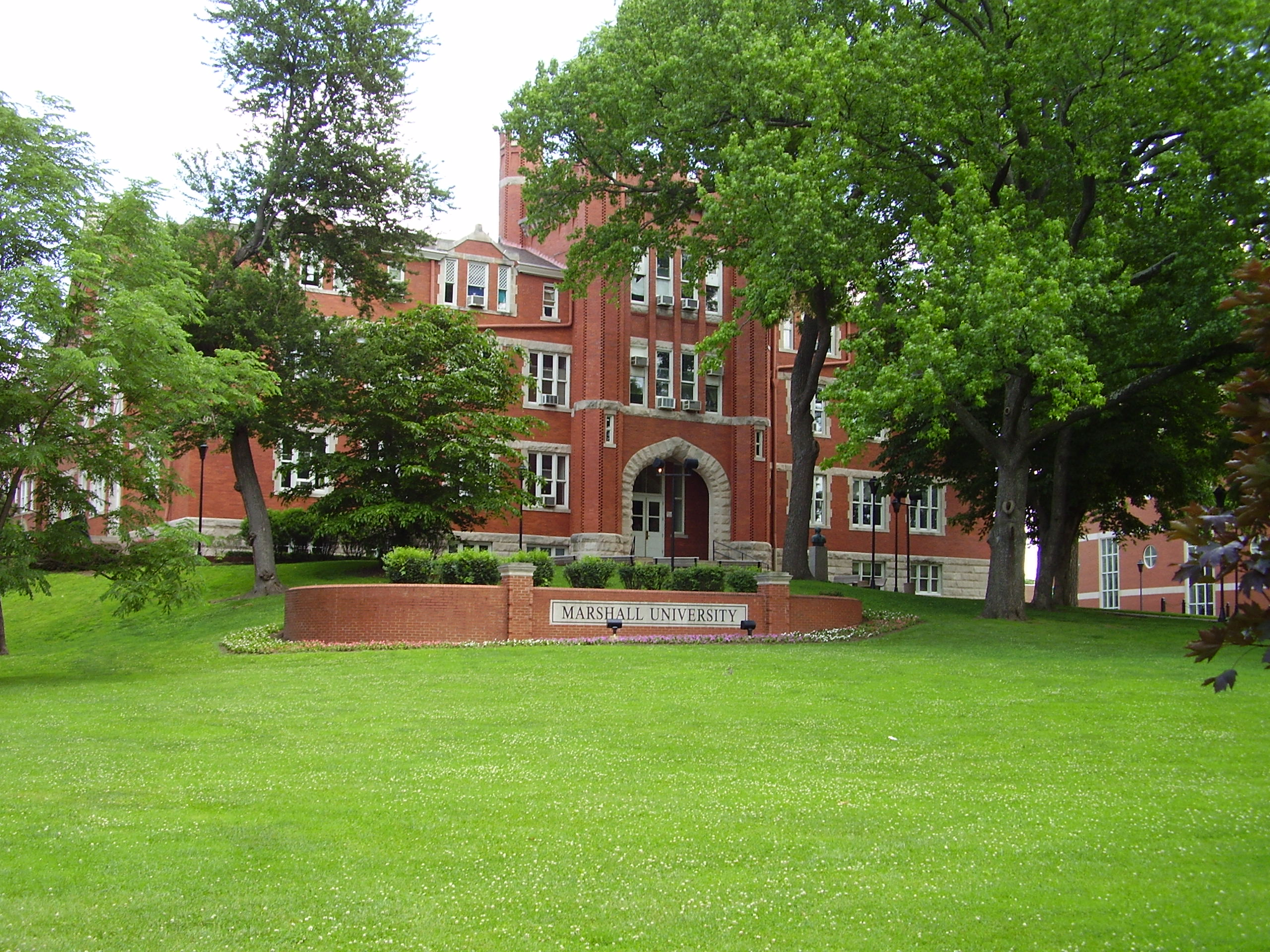
L’université Marshall
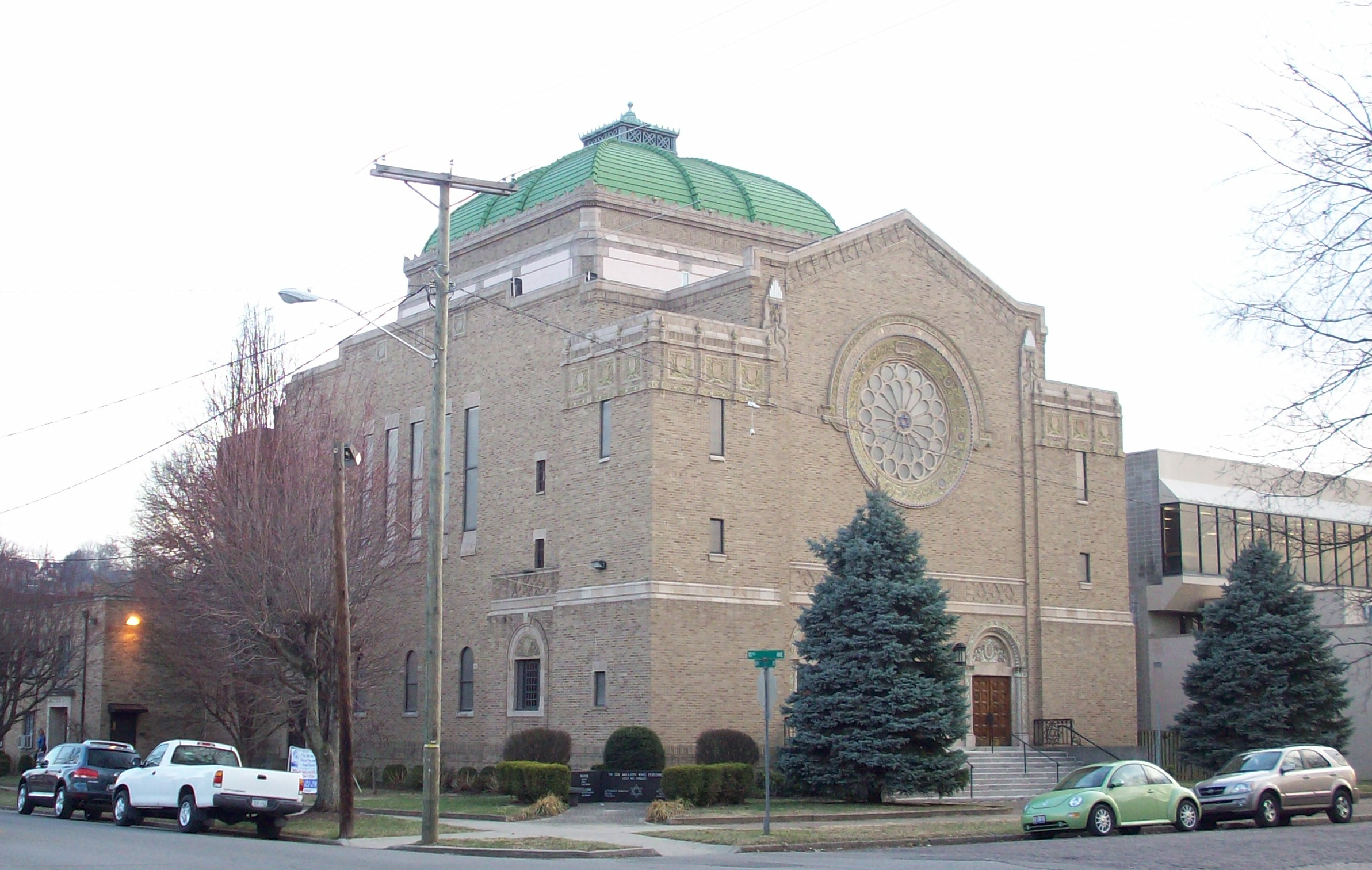
La congrégation B’nai Sholom